# Siegfried Roch
Siegfried „Sigi“ Roch (* 26. März 1959 in Wunsiedel) ist ein ehemaliger deutscher Handballtorwart. Er spielte 16 Jahre für den TV Großwallstadt in der Handball-Bundesliga und ist mit 533 nationalen und internationalen Einsätzen dessen Rekordspieler. Er bestritt für die deutsche Nationalmannschaft 38 Länderspiele.

## Leben
Seit 1991 hält Roch den Rekord für die meisten gehaltenen Siebenmeterwürfe in einem Bundesligaspiel: Im Spiel gegen Cottbus wehrte er sieben Siebenmeter ab. In seiner Laufbahn kam Roch auf 471 Bundesligaeinsätze, in denen er 344 Siebenmeter hielt.
Nach seiner aktiven Laufbahn 1997 wurde Roch erster hauptamtlicher Manager des TV Großwallstadt. Er ist Mitbegründer der TV Großwallstadt Handball AG, die als erste Aktiengesellschaft in der Handballbundesliga eingeführt wurde. Unter seiner Geschäftsführung gewann der TV Großwallstadt erstmals nach zehn Jahren wieder einen Titel. Nach sechs Jahren als Manager ging er im April 2003 zum TuS N-Lübbecke. In seiner Zeit als Geschäftsführer stieg der TuS mit 68:0 Punkten in die erste Bundesliga auf. Im Aufstiegsjahr belegte der TuS den elften Tabellenplatz in der Handballbundesliga. Am 7. Dezember 2006 trennte sich der Verein von Roch „aufgrund unterschiedlicher Auffassungen über die weitere sportliche Entwicklung“. Im Jahr 2007 erwarb Roch seinen B-Schein zum Handballtrainer. Seit dem 18. Dezember 2009 ist er Sportlicher Leiter des HSC 2000 Coburg und übernimmt auch Funktionen eines Managers.
Der gebürtige Wunsiedeler Roch ist verheiratet mit Uschi und Vater von Christina (* 1987) und Isabell (* 1990). Isabell gehörte bereits mit 16 Jahren zum Bundesligakader des Thüringer HC, wurde 2017 und 2021 Deutsche Meisterin und war Torhüterin der deutschen Nationalmannschaft.

## Erfolge und Ehrungen
- Deutscher Meister 1984 und 1990
- DHB-Pokal 1984, 1987 und 1989
- IHF-Pokal 1984
- Silbermedaille bei den Olympischen Spielen 1984
- Verleihung Silbernes Lorbeerblatt 1984